# Louis Schweitzer

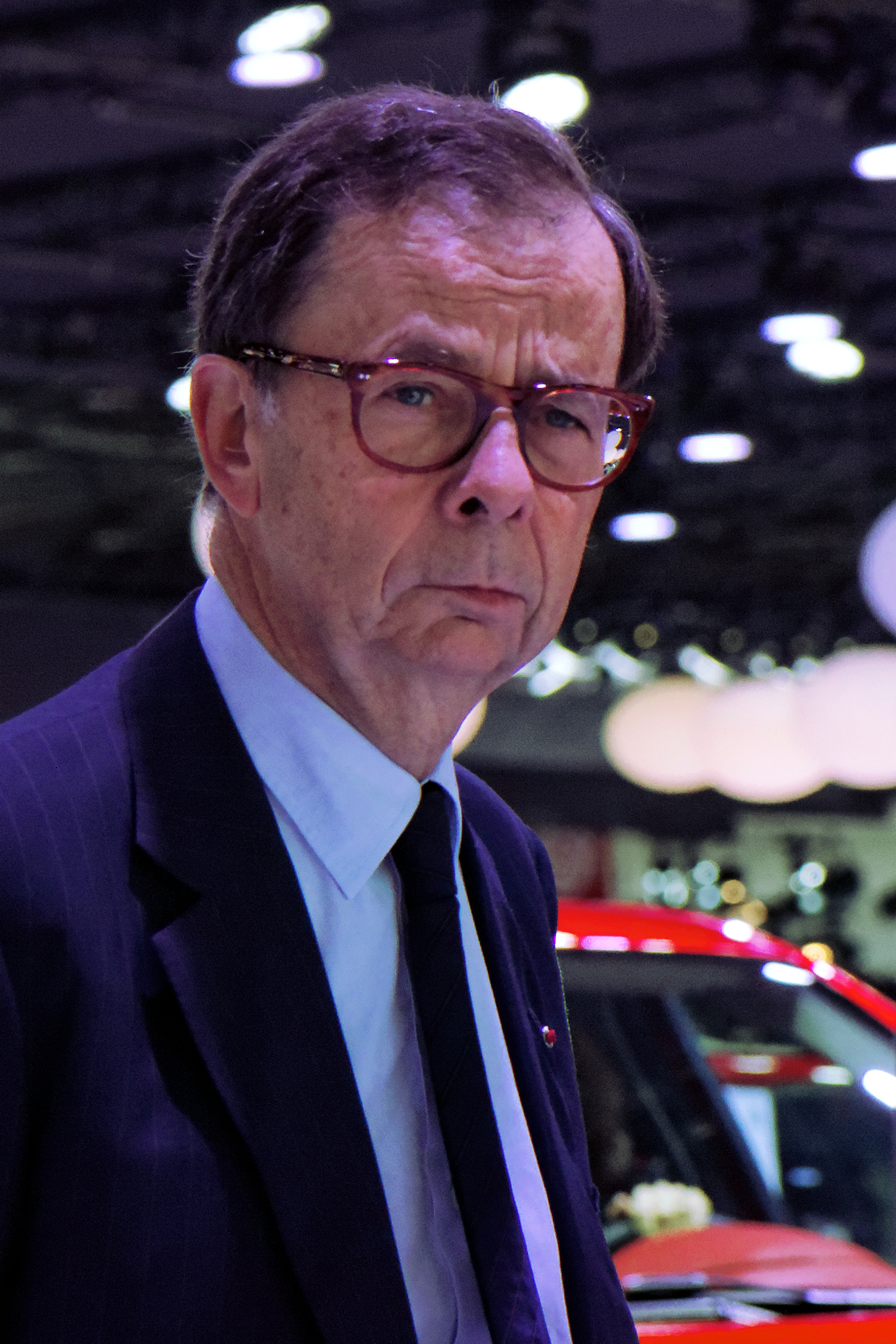
Louis Schweitzer 2012

Louis Schweitzer (* 8. Juli 1942 in Genf) ist ein französischer Manager des Autokonzerns Renault.
Nach dem Besuch der Pariser Eliteuniversitäten Sciences Po und ENSAE ParisTech (École Nationale de la Statistique et de l’Administration Économique) arbeitete Schweitzer 1970 bis 1981 in der politischen Verwaltung als Inspektor der Finanzen. Bis 1986 war er Mitarbeiter von Kabinettschef Laurent Fabius. Ab 1986 arbeitete er bei dem Staatsunternehmen Renault und übernahm dort 1992 den Vorstandsvorsitz von Raymond Levy, der das Unternehmen zuvor erfolgreich saniert hatte.
In seiner Amtszeit fand 1999 die Allianz Renault-Nissan statt. Auch traf er den Beschluss, das legendäre Renault-Werk in Billancourt zu schließen. 2005 übergab er den Vorsitz an Carlos Ghosn.
Er wurde 2002 für schuldig befunden, die Überwachung am Telefon von Jean-Edern Hallier im Rahmen einer Sondereinheit des Elysée-Palastes durchgeführt zu haben, und mit einer Geldstrafe belegt. Das Kassationsgericht bestätigte seine Verurteilung im Jahr 2008.
Schweitzer ist Cousin von Jean-Paul Sartre und Großneffe des bekannten Urwaldarztes Albert Schweitzer.